# Zen (IMOCA)
Pour les articles homonymes, voir Zen (homonymie).
Zen  est un voilier monocoque de course au large de classe IMOCA mis à l'eau en 1995. 

## Historique
Pour sa première compétition son skipper Éric Cadro l'inscrit dans le Vendée Globe 1996-1997 mais, faute de sponsor, il ne prend pas le départ.
En 1998, le bateau est loué à Bernard Mallaret pour participer à la Route du Rhum sous le nom Baume & Mercier. Il abandonne à la suite de la rupture du sommet de la quille pivotante,. 
En 2004, Norbert Sedlacek  rachéte le bateau pour participer à la Transat anglaise qu'il termine à la dixième place en classe IMOCA se qualifiant ainsi pour le Vendée Globe. Il trouve un sponsor de dernière minute et renomme Austria One en  Brother. Malheureusement, il doit abandonner au large de Cape Town, à la suite de la casse d'un élément de la quille.
En 2008, il repart pour le Vendée Globe sous le nom de Nauticsport.com - Kapsch qu'il termine 11e et dernier classé sur trente concurrents au départ.

## Palmarès
- 1999 :
  - Abandon dans la Route du Rhum barré par Bernard Mallaret

### Austria one
- 2004 :
  - 10e de la Transat anglaise barré par Norbert Sedlacek

### Brother
- 2004 :
  - Abandon dans le Vendée Globe barré par Norbert Sedlacek

### Nauticsport.com - Kapsch
- 2009 :
  - 11e du Vendée Globe barré par Norbert Sedlacek